# Samir Lagsir
Samir Lagsir (20 maggio 2003) è un calciatore olandese, centrocampista del PEC Zwolle.

## Biografia
È nato nei Paesi Bassi da genitori marocchini.

## Caratteristiche tecniche
È un centrocampista offensivo che può essere impiegato da trequartista.

## Carriera

### Club
Cresciuto nel settore giovanile del Lelystad, sua città d'origine, viene acquisito dall'Ajax che però dopo quattro stagioni lo scarta e si trasferisce al PEC Zwolle. Il 10 settembre 2019 firma il suo primo contratto da professionista mentre l'esordio arriva 31 ottobre 2020, in occasione della partita di campionato persa per 5-1 contro il Twente quando subentra a Dean Huiberts. Il 16 maggio realizza il suo primo gol da professionista, segnando la rete del definitivo 4-2 in occasiona della sconfitta in campionato rimediata in casa del PSV.

### Nazionale
Il 19 settembre 2019 esordisce con la nazionale Under-17 contro i pari età della Francia.

## Statistiche

### Presenze e reti nei club
Statistiche aggiornate al 23 marzo 2023.
| Stagione        | Squadra         | Campionato      | Campionato | Campionato | Coppe nazionali | Coppe nazionali | Coppe nazionali | Coppe continentali | Coppe continentali | Coppe continentali | Altre coppe | Altre coppe | Altre coppe | Totale | Totale | Totale |
| Stagione        | Squadra         | Comp            | Pres       | Reti       | Comp            | Pres            | Reti            | Comp               | Pres               | Reti               | Comp        | Pres        | Reti        | Pres   | Reti   |        |
| --------------- | --------------- | --------------- | ---------- | ---------- | --------------- | --------------- | --------------- | ------------------ | ------------------ | ------------------ | ----------- | ----------- | ----------- | ------ | ------ | ------ |
| 2020-2021       | PEC Zwolle      | ED              | 4          | 1          | CO              | 0               | 0               | -                  | -                  | -                  | -           | -           | -           | 4      | 1      |        |
| 2021-2022       | PEC Zwolle      | ED              | 5          | 1          | CO              | 1               | 0               | -                  | -                  | -                  | -           | -           | -           | 6      | 1      |        |
| 2022-2023       | PEC Zwolle      | EED             | 12         | 2          | CO              | 1               | 0               | -                  | -                  | -                  | -           | -           | -           | 13     | 2      |        |
| Totale carriera | Totale carriera | Totale carriera | 21         | 4          |                 | 2               | 0               |                    | -                  | -                  |             | -           | -           | 23     | 4      |        |